# 2,5-Furandicarbaldehyd
2,5-Furandicarbaldehyd ist ein fünfgliedriger sauerstoffhaltiger Heteroaromat, der an beiden Kohlenstoffatomen in Nachbarschaft zum Sauerstoffatom je eine Aldehydgruppe trägt. Der Dialdehyd entsteht durch Oxidation der Vorstufe 5-Hydroxymethylfurfural HMF, das als Plattformchemikalie aus nachwachsenden Rohstoffen im Fokus intensiver Forschungsarbeiten steht. Für die industrielle Produktion besonders interessant ist die Synthese aus Monosacchariden, wie Fructose oder Glucose bzw. direkt aus Polysacchariden, wie Cellulose oder Lignocellulose. 2,5-Furandicarbaldehyd wurde bereits als Baustein für pharmazeutische Wirkstoffe, Liganden, bifunktionelle Vernetzer und Monomere untersucht.

## Vorkommen und Darstellung

### Synthese aus 5-Hydroxymethylfurfural
Für die Darstellung von 2,5-Diformylfuran aus Hydroxymethylfurfural HMF wurde eine Vielzahl von Oxidationsmitteln vorgeschlagen, die das Zielprodukt möglichst quantitativ, d. h. unter weitgehender Vermeidung der Weiterreaktion zu 5-Formyl-2-furancarbonsäure FFCA und 2,5-Furandicarbonsäure FDCA, erzeugen sollten. Bereits in einer älteren Publikation wurde die Oxidation von HMF mit Bariummanganat BaMnO4 in 1,1,2-Trichlorethan zu 2,5-Diformylfuran in einer Ausbeute von 93 % beschrieben.
Im vorliegenden Fall der Oxidation eines heteroaromatischen Alkohols muss – insbesondere bei den oft erforderlichen hohen Temperaturen (bis > 150 °C) und langen Reaktionszeiten (bis > 10 Stunden) – neben der Überoxidation mit weiteren Nebenreaktionen, wie Decarbonylierung und Polymerisation, gerechnet werden.
Interessant erscheint die (allerdings nur in Millimol-Ansätzen beschriebene) HMF-Oxidation bei Raumtemperatur mit billigem Natriumnitrit NaNO2 in ungiftiger Phosphorsäure, wobei innerhalb einer Stunde DFF in praktisch quantitativer Ausbeute entsteht. Die meisten der verwendeten Oxidations- und Lösungsmittel eignen sich u. a. wegen hoher Kosten, Giftigkeit oder aufwendigen Abtrennung in der Regel nicht für größere Ansätze oder gar für industrielle Verfahren.
Die mit Edelmetallen oder Übergangsmetallverbindungen katalysierte Luft- oder Sauerstoffoxidation von HMF zu DFF ist in dieser Hinsicht vielversprechender und liefert in aprotisch dipolaren Lösungsmitteln, wie z. B. Dimethylsulfoxid DMSO, Dimethylformamid DMF oder Acetonitril bei meist hohen Temperaturen (> 110 °C) bei quantitativem Umsatz an HMF bis zu 99 % 2,5-Diformylfuran. Allerdings sind Reaktionszeiten (> 5 Stunden), Darstellung und Standzeiten der Katalysatoren und Aufwand bei Produktisolierung und -reinigung immer noch unbefriedigend. Die naheliegende Alternative mit Wasser als Reaktionsmedium, in dem sich der Reaktant Hydroxymethylfurfural sehr gut, das Produkt Furan-2,5-dicarbaldehyd kaum löst (< 0,1 Gewichtsprozent bei 25 °C) liefert im Labormaßstab mit nanopartikulärem Titandioxid TiO2 DFF bisher erst in 88%iger Ausbeute.)

### Synthese aus Fructose
Wegen hoher Kosten aufgrund des hohen Isolierungs- und Reinigungsaufwands und daher geringer Verfügbarkeit eignet sich 5-Hydroxymethylfurfural (noch) nicht als Ausgangsstoff für Furan-2,5-dicarboxaldehyd. Das mittels Amylase z. B. aus billiger Maisstärke zugängliche Monosaccharid D-Glucose wird großtechnisch in D-Fructose isomerisiert, die durch dreifache Wasserabspaltung im Sauren in Hydroxymethylfurfural übergeht. Die Reaktion wird meist in Dimethylsulfoxid ausgeführt, da DMSO ein gutes Lösungsmittel für Fructose ist (die dabei überwiegend als fünfgliedrige β-Furanose vorliegt) und Nebenreaktionen des HMF unterdrückt.
Die HMF-haltige Lösung wird ohne Aufarbeitung als Eintopfreaktion direkt zu DFF oxidiert, wobei ebenfalls meist DMSO als Lösungsmittel zum Einsatz kommt. Für technisch brauchbare Verfahren eignet sich nur die katalytische Oxidation mit Sauerstoff oder Luft. Als heterogene Oxidationskatalysatoren werden meist Vanadium-, Eisen- oder Molybdänverbindungen eingesetzt. Die Eintopfreaktionen werden, ausgehend von Fructoselösungen, einstufig: also Dehydratisierung und Oxidation parallel oder zweistufig: z. B. Dehydratisierung unter Stickstoffatmosphäre und anschließend Oxidation unter Sauerstoffatmosphäre sequentiell, ausgeführt.
In einem einstufigen Prozess konnte DFF mit einem Vanadium-Zeolith-Katalysator bei vollständigem Umsatz des Ausgangsmaterials Fructose mit 86%iger Ausbeute dargestellt werden.
Zweistufig wurden mit einem eisenhaltigen Mil-88B-Metal Organic Framework MOF in Ethanol bei quantitativem Fructoseumsatz DFF in einer Ausbeute von >99 % erzeugt.

### Synthese aus Cellulose bzw. Lignocellulose
Wie bei allen aus Biomasse abgeleiteten Plattformchemikalien wäre das preisgünstigste Ausgangsmaterial für die industrielle Herstellung von 2,5-Diformylfuran Cellulose oder noch besser Lignocellulose. Allerdings sind deren Unlöslichkeit in herkömmlichen Lösungsmitteln und deutlich schlechtere DFF-Ausbeuten bei Glucose als Zwischenprodukt enorme Hindernisse. Die bisher beschriebenen Prozessbedingungen zur Herstellung des Schlüsselrohstoffs HMF, z. B. Reaktionstemperaturen > 150 °C, mehrstündige Reaktionszeiten, Schwermetallsalze wie Chrom(III)chlorid CrCl3 als Katalysatoren und Reaktionsmedien, wie z. B. ionischen Flüssigkeiten, eignen sich noch nicht für großtechnische Verfahren.

## Eigenschaften
2,5-Diformylfuran ist eine kristalline Substanz, die bei der Synthese als weißes Pulver oder in Form langer Nadeln anfällt. Der Dialdehyd ist in Wasser praktisch unlöslich, aber löslich in vielen organischen Lösungsmitteln und dadurch leicht aus Stoffgemischen extrahierbar. Die bei der Reinigung durch Vakuumsublimation und anschließende Soxhlet-Extraktion gebildeten Kristallnadeln sind oxidationsstabil.

## Anwendungen
Erhitzen auf 200 °C in Gegenwart eines Palladium-Kontakts decarbonyliert Furan-2,5-dialdehyd quantitativ zu Furan (50 %) und Furfural (48 % Ausbeute).
Der Dialdehyd DFF wird als Monomer für Polyimide und Phenolharze diskutiert, in denen es den allerdings technisch unbedeutenden Terephthalaldehyd bzw. Isophthalaldehyd ersetzen könnte.
Das Bis-Oxim des Furan-2,5-carbaldehyds kann an sauren Ionenaustauschern in 82%iger Ausbeute zu 2,5-Dicyanofuran dehydratisiert werden,
das als Baustein für pharmazeutische Wirkstoffe oder als Monomer für Polymere diskutiert wird.
Oxidation von 2,5-Diformylfuran führt über 5-Formyl-2-furancarbonsäure (FFCA) zur 2,5-Furandicarbonsäure (FDCA), die als Ersatz für Terephthalsäure im biobasierten, aber nicht bioabbaubaren Polyester Polyethylenfuranoat (PEF) Verwendung findet.
Der kommerzielle Erfolg des mit großen Vorschusslorbeeren bedachten PEF lässt derzeit noch auf sich warten.
Die reduktive Aminierung von DFF mit Ammoniak NH3 führt zum intermediären Zwischenprodukt Di-Aldimin, das sehr stark zur Oligomerisierung neigt. Bei sehr großem NH3-Überschuss kann mit Raney-Nickel 2,5-Bis(aminomethyl)furan (BAMF) in einer Ausbeute von 42 % erhalten werden.
BAMF ist wesentlich besser über das Bis-Oxim an einem Rhodium-Katalysator in 94%iger Ausbeute zugänglich.
Aus diesem primären Diamin können biobasierte Polyamide oder Polyurethane hergestellt werden.
Andere Polymere mit 2,5-Diformylfuran als Monomer, wie z. B. in Polykondensaten mit Harnstoff, besitzen hingegen keine vielversprechenden Eigenschaften.